# Daniel Petrie
Daniel Petrie (* 26. November 1920 in Glace Bay, Nova Scotia; † 22. August 2004 in Los Angeles, Kalifornien) war ein kanadischer Regisseur. 
Daniel Petrie begann seine Karriere zunächst als Schauspieler am Broadway, legte seinen Schwerpunkt aber bereits früh auf die Regiearbeit. Dabei machte er sich sowohl als Regisseur von ambitionierten TV-Filmen als auch von Kinofilmen einen Namen. Zu seinen bekanntesten Werken gehört The Bronx (1981) mit Paul Newman. 
Für seine Arbeit wurde er mit zahlreichen Preisen ausgezeichnet, unter anderem dreimal mit dem Emmy und dem Preis der Directors Guild of America. Für The Bay Boy gewann er 1985 einem Genie Award für das beste Drehbuch. Daniel Petrie starb am 22. August 2004 an Krebs. 
Seine Söhne Daniel Petrie, Jr. (* 1951) und Donald Petrie (* 1954) arbeiten ebenfalls als Regisseure. Seine 2020 verstorbene Ehefrau Dorothea G. Petrie war als Produzentin für das Fernsehen tätig.

## Filmografie (Auswahl)
- 1960: Jeder zahlt für seine Schuld (The Bramble Bush)
- 1961: Ein Fleck in der Sonne (A Raisin in the Sun)
- 1962: Die Nächte mit Nancy (The Main Attraction)
- 1963: Das Glück in seinen Armen (Stolen Hours)
- 1966: Der Spion mit der kalten Nase (The Spy with a Cold Nose)
- 1969: In einer Nacht wie dieser (Silent Night, Lonely Night)
- 1971: The City
- 1972: Die Stunde des Wolfes (Moon of the Wolf)
- 1972: Hec Ramsey: Das Ende des Faustrechts (Hec Ramsey)
- 1973: Die Odyssee der Neptun (The Neptune Factor)
- 1974: Andersons Rache (Mousey)
- 1974: Buster liebt Billie (Buster and Billie)
- 1976: Lifeguard
- 1978: Der Clan (The Betsy)
- 1980: Der starke Wille (Resurrection)
- 1981: The Bronx (Fort Apache – The Bronx)
- 1982: Six Pack
- 1984: Dollmaker – Ein Traum wird wahr (The Dollmaker)
- 1984: Das nächste Opfer (The Bay Boy)
- 1985: Protokoll einer Hinrichtung (The Execution of Raymond Graham)
- 1987: Square Dance – Wiedersehen in Texas (Square Dance)
- 1988: Rocket Gibraltar
- 1988: Cocoon II – Die Rückkehr (Cocoon: The Return)
- 1991: Mein Freund Mark Twain (Mark Twain and Me)
- 1992: A Town Torn Apart
- 1994: Lassie
- 1995: Kissinger and Nixon
- 1996: Lockruf des Meeres (Calm at Sunset)
- 1997: The Assistant
- 1998: Helen Keller – Weg aus dem Dunkel (Monday After the Miracle)
- 1999: Wer Sturm sät (Inherit the Wind)
- 2001: Wild Iris – Der Traum vom Leben (Wild Iris)